# Борислав Хазуров
Борислав Ангелов Хазуров е български футболист, нападател. Играе за „Банско“.
Роден е на 4 октомври 1985 г. в Благоевград. Висок е 183 см и тежи 74 кг. Юноша на Пирин (Благоевград), като е привлечен в Литекс (Ловеч) през 2003 г, когато е на 18. Бронзов медалист с Литекс през 2006 г. В А група има 35 мача и 7 гола. За купата на УЕФА има 11 мача и 1 гол за Литекс.
Братовчед е на Костадин Хазуров, с когото се разбират добре на терена.

## Статистика по сезони
- Пирин - 2003/пр. - Б група, 9 мача/1 гол
- Литекс - 2003/ес. - А група, 1/0
- Литекс - 2004/05 - А група, 18/3
- Литекс - 2005/06 - А група, 16/4
- Литекс - 2006/07 - А група